# 普里維利涅 (大米海利夫卡區)
47°13′3″N 30°4′18″E / 47.21750°N 30.07167°E
普里維利內（烏克蘭語：Привільне）是位於烏克蘭西南部的村莊，由敖德萨州羅茲季利納區的采布里科韋市鎮負責管轄。該村始建於1960年，面積0.19平方公里，海拔高度47米，2001年人口279，人口密度每平方公里1,468.42人。